# Deep trance
El deep trance es un género musical derivado del Trance, refinado con mixturas muy profundas arraigadas y relacionadas con el deep progress, deep house y el house progresivo, pero que a su vez sostienen una melodía sencilla y ambientalmente profunda.
Sonidos inteligentes, algunos relacionados con los psicodélicos, forman parte de un género de esencia progresiva y elaborada, pero a su vez con bastante profundidad en sus beats. De ahí el nombre deep trance. DJs como Sasha o John Digweed en el año 2000, o cercanos a ese año, popularizaron el género.
Hoy el género ha sido relegado por esos DJs a otros estilos, aunque quizá pueden encontrarse artistas como Pole Folder, Ormatie u otros. 
A pesar de su corta intensidad sonora mostrada en el 2000, actualmente está siendo reciclado por algunos sellos discográficos como Anjunadeep, quien este sello o sub-blabel de Above & Beyond llamado Anjunabeats fue quien lo empezaron a crear su sello discográfico aparte, pero este edita y lanza muchas producciones que carecen de muchos de los recursos ambientales de su sonido original. A pesar de este modesto caso, es muy difícil encontrar producciones parecidas a aquel sonido del año 2000.
Algunos relacionados de este género, en la década del 2010, ellos son Lane 8 y Yotto, quien ellos son los miembros de la discográfica Anjunadeep y quien más se reconocen.
- Datos: Q5801257